# Aurel Manga
Aurel Manga (né le 24 juillet 1992 à Paris) est un athlète français, spécialiste du 110 mètres haies. 
En juin 2021, parallèlement à sa carrière de sportif de haut niveau, Aurel rejoint le dispositif Athlètes SNCF en tant qu'assistant maîtrise d’œuvre et travaux télécoms à l’Établissement de Services Télécoms et Informatiques Ile-de-France, en Gare de Paris-Austerlitz.

## Biographie

### Premières finales en compétitions internationales (2016-2017)
Aurel Manga a éclos en 2016 aux Championnats d'Europe d'Amsterdam, où il se classe 6e de la finale en 13 s 47. Deux semaines auparavant, il avait amélioré son record personnel à 13 s 33.
Le 19 février 2017, il remporte sa série du 60 m haies des Championnats de France en 7 s 54, validant les minima pour les championnats d'Europe en salle de Belgrade et battant son record personnel de 14 centièmes de seconde (7 s 73 en 2014 et 2017). En finale, il améliore ce temps en 7 s 53, remportant l'argent derrière Pascal Martinot-Lagarde (7 s 52). Lors des championnats d'Europe en salle à Belgrade le 3 mars, il se classe 5e de la finale en 7 s 58, derrière notamment ses compatriotes Pascal Martinot-Lagarde et Garfield Darien.
Le 1er juin, lors du Meeting de Montreuil, Aurel Manga se classe 3e de la course en 13 s 27, établissant un nouveau record personnel ainsi que les minima pour les Championnats du monde de Londres. Lors de ces championnats, il terminera 5e de sa série en 13 s 58, un temps insuffisant pour se qualifier en demi-finale. Il participe auparavant aux championnats d'Europe par équipe à Villeneuve-d'Ascq, où il décroche une belle 2e place en 13 s 35 derrière l'Espagnol Orlando Ortega.

### Médaille de bronze aux championnats du monde en salle (2018)
Le 17 février 2018, il remporte son premier titre national en salle à Liévin en 7 s 53, record personnel et minima pour les championnats du monde en salle de Birmingham, devant le tenant du titre Pascal Martinot-Lagarde, deuxième en 7 s 54. Le 4 mars, aux championnats du monde en salle de Birmingham, Aurel Manga décroche la médaille de bronze du 60 m haies en 7 s 54 (sa première médaille internationale), derrière le Britannique Andrew Pozzi (7 s 46) et l'Américain Jarret Eaton (7 s 47). Au palmarès français, il succède à Pascal Martinot-Lagarde, médaillé consécutivement de 2012 à 2016, et à Dimitri Bascou, bronzé en 2016.
En août 2018 à Berlin, il se qualifie pour sa deuxième finale européenne consécutive en plein air, mais prend seulement la 7e place en 13 s 51, assez loin du podium. Sa saison estivale est par ailleurs rendue compliquée par une blessure au quadriceps survenue quelques semaines avant les championnats d'Europe de Berlin, mais aussi par les ennuis judiciaires de son entraîneur Giscard Samba.

### Médaille de bronze aux championnats d'Europe en salle (2019)
En 2019, Aurel Manga réalise le meilleur temps de sa saison indoor à l'occasion des Championnats de France en salle de Miramas, où il se classe 2e du 60 m haies en 7 s 57 derrière Martinot-Lagarde. Il finit encore une fois derrière son compatriote lors des Championnats d'Europe en salle de Glasgow le 3 mars, mais remporte tout de même la médaille de bronze en 7 s 63 (la médaille d'or revient au Chypriote Milan Tajkovic), ce qui constitue sa deuxième médaille internationale en salle. 
Il remporte un deuxième titre national en salle à Liévin le 29 février 2020 avec un temps de 7 s 65, son meilleur chrono de la saison indoor.

## Palmarès

### International
| Date | Compétition                       | Lieu       | Résultat | Épreuve     | Temps   |
| ---- | --------------------------------- | ---------- | -------- | ----------- | ------- |
| 2016 | Championnats d'Europe             | Amsterdam  | 6e       | 110 m haies | 13 s 47 |
| 2017 | Championnats d'Europe en salle    | Belgrade   | 5e       | 60 m haies  | 7 s 58  |
| 2017 | Championnats d'Europe par équipes | Lille      | 2e       | 110 m haies | 13 s 35 |
| 2018 | Championnats du monde en salle    | Birmingham | 3e       | 60 m haies  | 7 s 54  |
| 2018 | Championnats d'Europe             | Berlin     | 7e       | 110 m haies | 13 s 51 |
| 2019 | Championnats d'Europe en salle    | Glasgow    | 3e       | 60 m haies  | 7 s 63  |
| 2021 | Championnats d'Europe en salle    | Toruń      | 5e       | 60 m haies  | 7 s 63  |
| 2021 | Jeux olympiques                   | Tokyo      | 8e       | 110 m haies | 13 s 38 |

### National
- Championnats de France d'athlétisme:
  - Vainqueur du 110 m haies en 2017,2e en 2022, 3e en 2016
- Championnats de France d'athlétisme en salle :
  - Vainqueur du 60 m haies en 2018 et 2020, 2e en 2017, en 2019 et en 2021

## Records
| Épreuve     | Temps   | Lieux                  | Date                                             |
| ----------- | ------- | ---------------------- | ------------------------------------------------ |
| 60 m haies  | 7 s 53  | Bordeaux Liévin        | 19 février 2017 17 février 2018                  |
| 110 m haies | 13 s 24 | Angers Tokyo Montgeron | 26 juin 2021 3 août 2021 4 août 2021 19 mai 2024 |